# Place Masséna
Pour les articles homonymes, voir Masséna.
 (février 2013).
Si vous disposez d'ouvrages ou d'articles de référence ou si vous connaissez des sites web de qualité traitant du thème abordé ici, merci de compléter l'article en donnant les références utiles à sa vérifiabilité et en les liant à la section « Notes et références ».
La place Masséna est une place du centre-ville de Nice

## Situation et accès

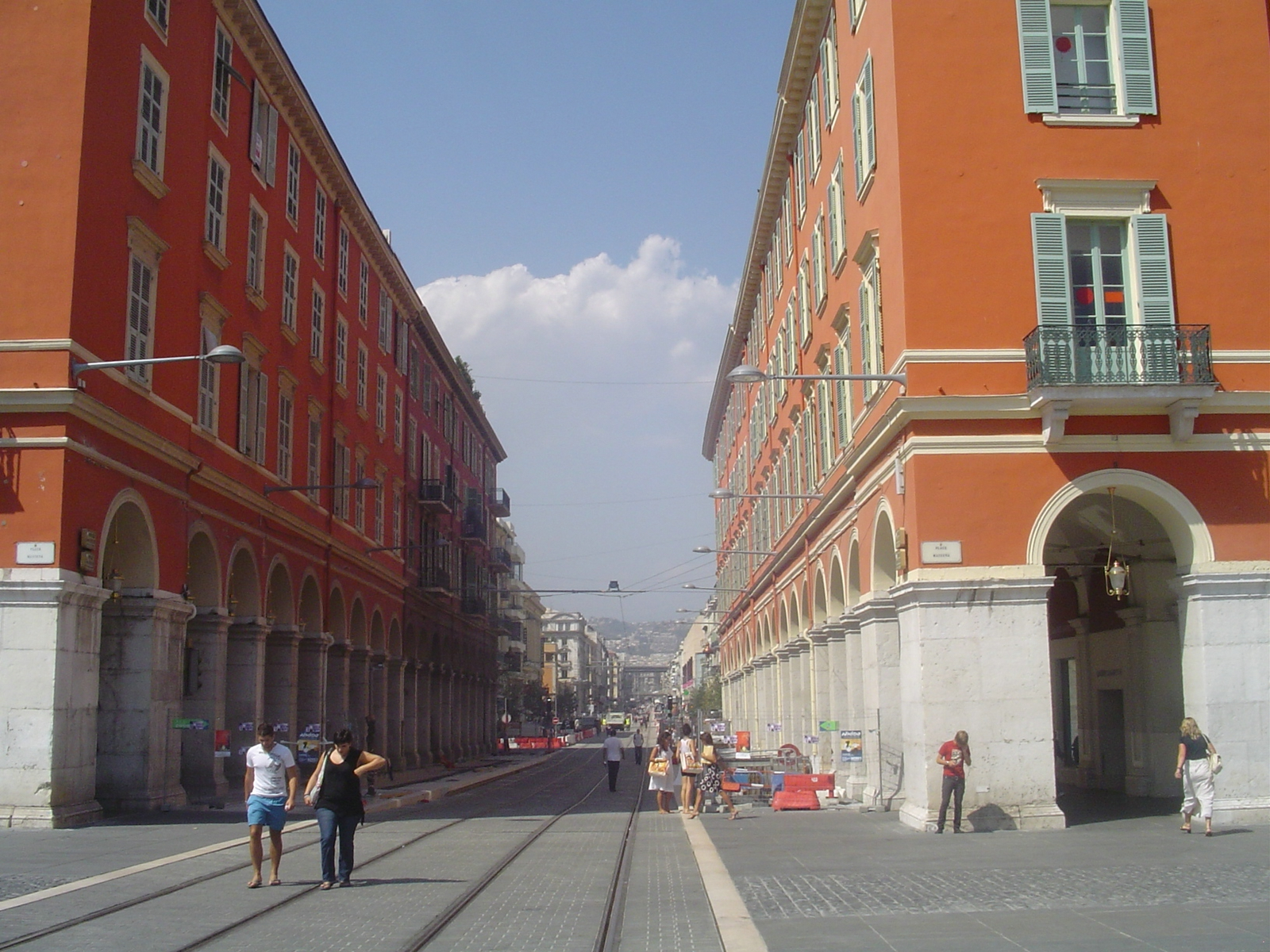
L'avenue Jean-Médecin vue depuis la place Masséna, à Nice

Depuis sa construction progressive à partir des années 1820-1830 sur le modèle de la place Vittorio Veneto de Turin, la place Masséna s’est profondément inscrite dans le patrimoine niçois. Elle est un « joyau » de la ville (Édouard Scoffier dans son œuvre, réalisée avec Felix Blanchi, sur le Consiglio d'Ornato) et un espace central de la ville de Nice.

### Situation exceptionnelle au coeur de la ville
Marquée par ses singularités autant architecturales que géométriques, la place Masséna a fort bien traversé ses presque deux siècles de vie niçoise. En effet, plusieurs fois sujette à des plans d’aménagement, elle s’est imposée petit à petit comme un centre névralgique de la cité, idéalement placée entre le Vieux-Nice et l'avenue Jean-Médecin et à proximité de la célèbre promenade des Anglais. En raison de son importance dans les transports de la cité, sa position géographique ainsi que par l’accueil de manifestations de toutes sortes, culturelles, sociales, politiques voire artistiques, elle est devenue un haut lieu du patrimoine niçois. Derrière ce terme de patrimoine culturel il faut évidemment y voir, non pas un élément du passé, mais bien une entité participant au foisonnement et à l’effervescence de la culture niçoise.
La place Masséna est aussi un lieu éminemment important pour la diffusion de cette identité niçoise tant elle permet la rencontre de l’autochtone avec le touriste tout autant que la découverte de la culture niçoise, à travers notamment le carnaval, aux personnes étrangères à la ville. Les origines de ce symbolisme sont peut-être à trouver dans son nom même, celui du maréchal André Masséna, patriote français fermement attaché à ses origines niçoises qui symbolise peut-être une certaine dimension nationale dont la place dispose. Toutes ces spécificités font de cet espace un lieu unique que les Niçois n’hésitent pas à défendre et préserver, tant ils sont conscients de l’importance qu’il représente dans leur patrimoine.
Pensée, à la base, dans un plan général pour l’embellissement de la ville de Nice, elle peut être considérée comme l'une des plus belles réussites du Consiglio d'Ornato.

## Origine du nom
Elle rend hommage au maréchal d'Empire André Masséna, niçois de naissance. 

## Historique

### Aux origines de la place Masséna: l’action duConsiglio d’Ornato

#### La mise en place des premiers projets
La place Masséna est une des plus grandes réalisations du Consiglio d'Ornato. Elle était au cœur des plans régulateurs fixés par les membres de ce conseil qui ont jeté les bases de la « Nice moderne », alors en pleine expansion. Dès le 24 avril 1824, alors que Nice n’était retombée dans le giron sarde que depuis une dizaine d’années, une circulaire royale incitait les autorités municipales à établir des plans régulateurs pour l’embellissement et la modernisation urbanistique des villes. La réflexion est en fait menée dès 1825 par l’architecte Jean-Antoine Scoffier et le géomètre Louis Trabaud (dès après la circulaire), et poursuivait surtout l’objectif d’un franchissement du Paillon afin d’installer la ville sur sa rive droite. Aboutie en 1828, elle dût encore être approuvée en 1831 par le conseil communal, avec un nombre de membres doublé pour l’occasion, avant d’être définitivement validée par les lettres patentes royales du 26 mai 1832. C’est sans surprise que le nouveau roi de Sardaigne, Charles-Albert (monté sur le trône en 1831) approuve l’idée d’un grand chamboulement urbanistique et architectural à Nice qui permettrait de dépasser les murailles séculaires des rives du Paillon pour que la ville puisse s’étendre.
Les lettres patentes signées par le roi, composées de 11 articles et d’un règlement en 23 articles, consacraient des aides financières (baisses d’impôts) et des facilités d’accès aux terrains nécessaires pour les constructions (expropriation). On note une véritable volonté du pouvoir royal et des autorités municipales de procéder à un embellissement et une évolution urbanistique de la ville afin de faire entrer Nice dans la modernité, et c’est précisément dans ce cadre que s’inscrivent les origines de la place Masséna. L’article 8 du règlement annexé aux lettres patentes de 1832 rappelle la mission du Consiglio d’Ornato : « Il devra veiller à la conservation et à l’amélioration des rues, places, promenades et monuments publics ». L’organisation très fonctionnelle et très bien déterminée du Consiglio d’Ornato permit aux projets développés d’aboutir. Le conseil délibérait pour prendre des décisions à raison d’une réunion toutes les deux semaines. Conciliant l’intérêt public et les intérêts privés, dans une démarche de recherche du consensus, le conseil d’ornement contrôlait vraiment tous les projets qui étaient envisagés grâce à ses grands pouvoirs accordés par le roi.
On y trouve 9 membres qui devaient délibérer sur les projets : le premier ou, si absence, second consul de la ville, le juge du canton de la ville intra-muros, l’ingénieur de la province, le premier « riguardatore » (observateur qui s’occupe des poids et mesures), deux conseillers désignés par le conseil municipal, deux autres membres, extérieurs au conseil, parmi « les personnes les plus notoirement versées dans les "Beaux-Arts" », et l’architecte de la ville de Nice.
Dans les années 1820, avant le début effectif du Consiglio d’Ornato, des aménagements au niveau de la future place Masséna avaient déjà été envisagés, voire réalisés pour certains. Tout d’abord, s’effectue la construction d’un nouveau pont, en plus du Pont-Vieux, pour traverser le Paillon. Commencé en 1820 sous Victor-Emmanuel Ier, sur les plans d’un ingénieur niçois du nom de Gardon, et avec la contribution des particuliers habitant les maisons voisines, il fut achevé en 1824 et reçut le nom du nouveau roi de Sardaigne Charles-Félix (au pouvoir depuis 1821). Ce « Pont royal Saint-Charles » était désigné usuellement par les Niçois comme le Pont-Neuf, qui n’est donc pas le seul projet enclenché.

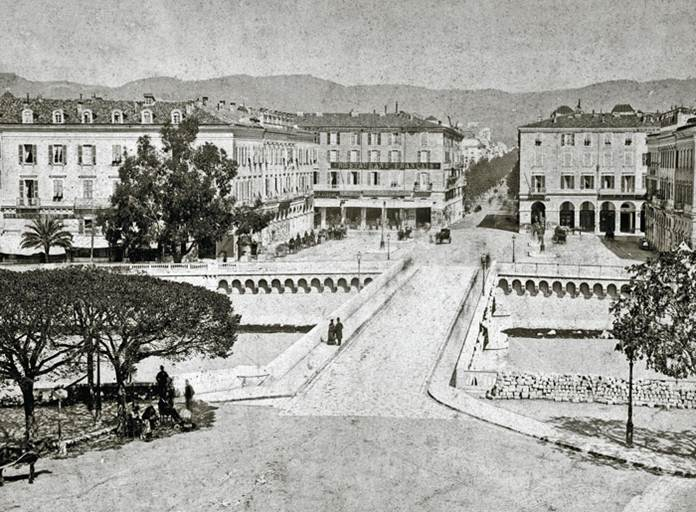
La place Masséna avant le recouvrement du Paillon, avec en premier plan le Pont-Neuf puis la piazza quadrata (place carrée) en fond

#### La construction de la place Charles-Albert
Ces quelques projets furent tous repris dans les plans régulateurs du Consiglio d’Ornato alors que beaucoup de nouveaux firent leur apparition. Est notamment envisagée la création d’une « place semi-circulaire ayant un rayon de 50 m et le point central à l’intersection de l’axe du pont et de la ligne Nord des façades de la rue du Pont-Neuf ». Le Consiglio d’Ornato a simplement permis l’achèvement des entreprises urbanistiques lancées avant sa création et d’y fixer sa toponymie : la place prend désormais le nom du nouveau roi de Piémont-Sardaigne Charles-Albert. Dans la logique du pont, l’assignation de nom d’un de souverain permet une affirmation du pouvoir de la dynastie royale sur les hommes qui habitent ou fréquentent ces lieux, c’est aussi une manière de rappeler aux Niçois que l’embellissement de la ville et sa modernisation, sont des préoccupations du souverain.

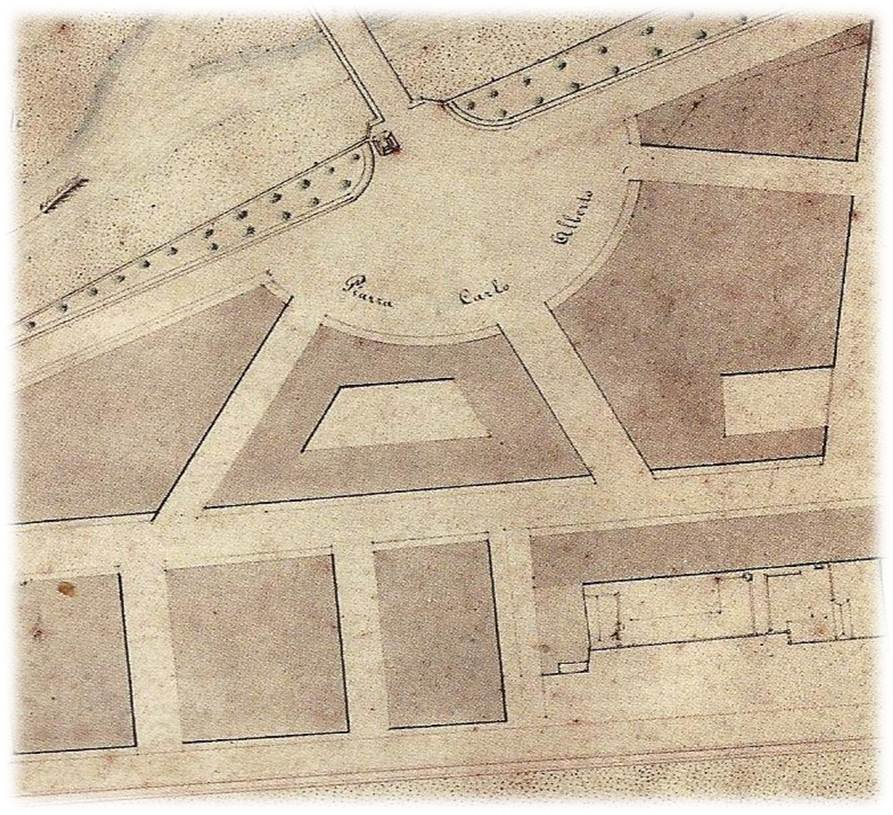
Le plan de la place Charles-Albert

Lorsque paraît le plan régulateur en 1832, la construction de la place, ayant commencé à la suite de l’achèvement de la construction du Pont-Neuf, est déjà bien avancée. Trois rues coupaient l’arc de cercle et se rejoignaient sur la place, la rue du Pont-Neuf (aujourd’hui rue Alexandre Mari), la rue Charles-Albert (aujourd’hui rue de l’Opéra) et enfin la rue Sainte-Clotilde (sœur de Louis XVI mariée à Charles-Emmanuel IV), aujourd’hui rue Desboutins. Quant à la forme semi-circulaire, elle avait déjà été pensée et délimitée par des habitations et une grande liberté avait été donnée aux particuliers voulant construire à cet emplacement. Cette liberté et ces choix d’aménagement étaient antérieurs et donc indépendants du Consiglio d’Ornato qui voulait pour sa part assurer une harmonie urbanistique de l’ensemble du quartier. Par des décisions assez « énergiques » il a dû s’efforcer d’atténuer les défauts d’uniformité des constructions pour garantir une harmonie, et notamment refuser plusieurs projets de particuliers souhaitant s’installer à cet emplacement. Dès lors, il s’efforce aussi de contrôler de près, durant toute son existence, entre 1832 et 1860, les projets d’aménagement proposés autour de cette place et notamment les premiers projets d’endiguement du Paillon aux abords immédiats du Pont-Neuf.
En fait, le Consiglio d’Ornato voulait former un ensemble vraiment cohérent avec la place Masséna située de l’autre côté du Pont-Neuf qui prit alors une forme carrée. C’est cela qui donne sa particularité géométrique à la place Masséna moderne, un singularisme urbanistique que les autorités municipales ont essayé de limiter. D’autant que cette place, comme nous allons le voir maintenant avait été totalement pensée et élaborée par les architectes du Consiglio.

#### La «première» place Masséna

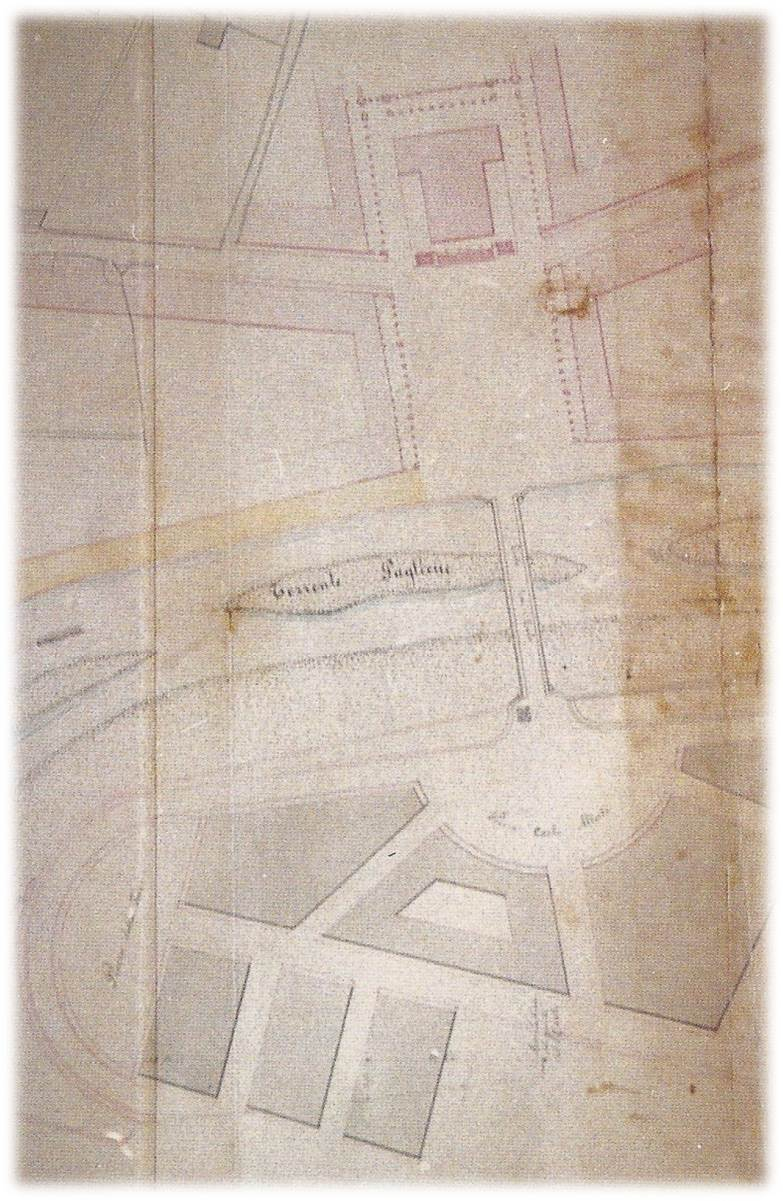
Le plan d’aménagement de Joseph Vernier pour la place Masséna avec le projet de construction de l’église du Vœu.

Contrairement à la place Charles-Albert, pour la place Masséna, c’est bien l’architecte de la ville qui a établi par avance l’orthographie (ou profil) des constructions qui la bordent mais aussi la création de la nouvelle place. Dans le plan régulateur assez sommaire dressé pour l’aménagement de la rive droite du Paillon (1832), il était prévu, en écho à la place Charles-Albert, de l’autre côté du Pont-neuf, une place symétrique, donc aussi semi-circulaire. Elle devait être « au nord du pont royal Saint-Charles sur la rive droite du Paillon », formant « une place semi-circulaire de 50 mètres de rayon dont le centre sera l’intersection de la ligne des murs d’aile et de l’axe du pont » avec au fond de cette nouvelle place la construction d’une église (église du Vœu ou Notre-Dame-des-Grâces, dont le terrain appartenait à Victor Tiranty). Pour cette construction, devant l’impossibilité entre la ville et le propriétaire d’arriver à un accord, il fallut que le roi ordonne (par lettres patentes du 25 juillet 1834) à la Regia Delegazione de statuer (organe du Consiglio d’Ornato organisé par les statuts de 1832, elle devait régler les conflits dus aux expropriations). Finalement, par décision du 5 décembre 1834, la ville devint propriétaire de ces terrains sur lesquels devait être construite l’église. Cependant, un problème de taille se posait, celle-ci ne pouvait s’accorder avec la géométrie semi-circulaire de la place. Un concours fut donc lancé par le Consiglio d’Ornato pour présenter des projets d’aménagement à l’Académie Royale des Beaux-Arts de Turin en janvier 1835. Le projet de Vernier de place carrée (piazza Quadrata) avec l’église en fond de place est retenu. Cependant le débordement des vallons en 1837, transformant la place Masséna en marécage, empêcha sa mise en œuvre.
Alors que certains notables niçois doutaient de la pertinence d’un élargissement de la ville sur la rive droite du Paillon, un nouveau projet ambitieux présenté par le Consiglio d’Ornato, reçut un premier rejet du Conseil Communal le 22 janvier 1841, car « trop coûteux et hors de proportion avec les besoins ». Décision qui s’avéra provisoire tant les demandes de constructions sur la rive droite affluaient. Finalement, Joseph Vernier, alors devenu le nouvel architecte de la ville, est une nouvelle fois désigné par le Consiglio d’Ornato pour l’établissement d’un nouveau projet ambitieux. Le 29 décembre 1843, cette fois sans objection, le projet Vernier fut adopté par le Conseil Communal et consacré par une lettre patente du 2 avril 1844. La forme géométrique de la place fut gardée malgré le déplacement de la construction de l’église (actuellement rue Tonduti de l’Escarène).

Les travaux de création de la place Masséna, connu alors, avant 1852, sous les noms de « place du Faubourg » ou « piazza Quadrata » (place carrée), avaient déjà été préparés par les travaux de construction du Pont-Neuf et de la place Charles-Albert et surtout en 1836 l’endiguement du Paillon aux abords immédiats du pont. C’est aussi la période où est amorcée l’organisation des axes de circulations autour du côté nord de la place Masséna avec notamment la rue du Faubourg (future rue Gioffredo) ainsi qu’une avenue, à la place de l’église déplacée, située dans l’axe du Pont-Neuf se dirigeant vers St Barthélémy. L’esplanade ainsi délimitée par ces différentes rues devenait la base de la future place.Le plan initial prévoyait une construction de portiques tout autour de la place sur le modèle de la rue de Rivoli de Paris. Le Consiglio, suivant à la lettre l’orthographie fixée par Vernier, ne s’est pas montré atone face aux propriétaires et leur a imposé les styles lors de la construction des immeubles en fonction des vœux de l’architecte. Joseph Vernier avait prévu 17 portiques à pilastres lisses avec des arcs dont la lumière (espace libre entre les piliers), initialement prévue à 2,47 m fut augmentée à 2,53 m. Il fallait que la place soit orientée vers le Paillon et donc vers Pont-Neuf, en sort qu’elle réponde de manière urbanistique à la place Charles-Albert qui lui faisait alors face. C’était l’objectif du plan de 1843, de constituer une « nouvelle place du faubourg », cœur de la ville nouvelle (entendre celle construite sur la rive droite du Paillon). Une place entourée de maisons bourgeoises (appartenant aux Tiranty mais aussi au pharmacien Antoine Cauvin, et à MM. Donaudy et Pin) embellies par un ornement architectural formant un tout harmonieux. Les immeubles furent bien en place dès les années 1850, comme celui des actuelles galeries Lafayette construit en 1859. Mais le sol lui, depuis le débordement de 1837 demeurait en piteux état.

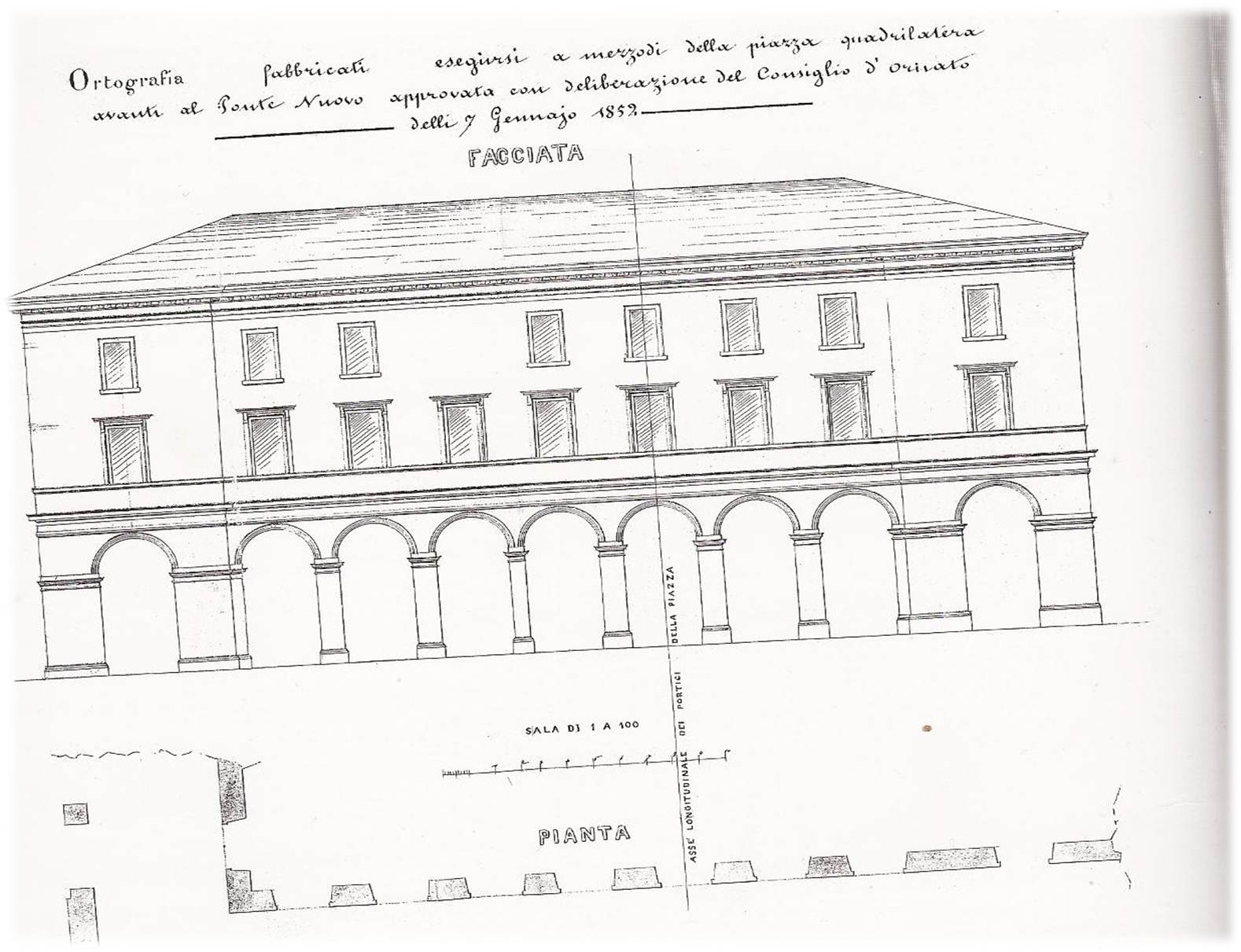
Type d’immeuble voulu par le Consiglio d’Ornato

La place Masséna lors de sa construction a été pensée et gérée du début à la fin par le Consiglio d’Ornato qui réglementait même le grain de la pierre des piliers et les couleurs des façades. Elle constitue en fait, au niveau architectural, un mélange à mi-chemin entre l’habitation française et le palais italien. Par ses proportions et son harmonie elle demeure un modèle de conception. L’annexion, loin de freiner tous les projets entrepris va en fait permettre d’en réaliser d’autres. Il s’agissait aussi pour la France de s’approprier en quelque sorte ce nouveau territoire.

### La transformation de la Belle Époque

#### Un territoire désormais français et impérial

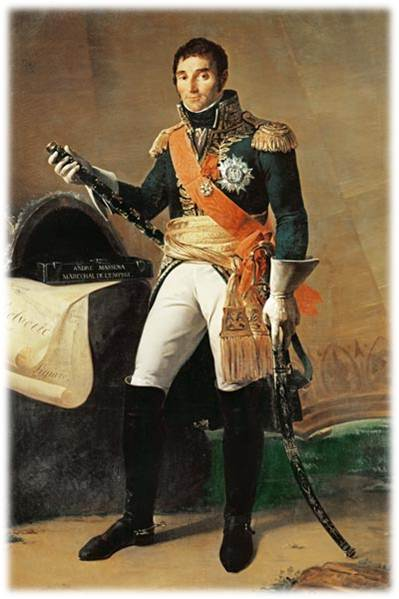
André Masséna (1758-1817)

Il n’est pas anodin de constater que la place Masséna, encore très délabrée au niveau de son sol, notamment à cause des inondations de 1837, n'est véritablement terminée qu'en 1860 pour la visite de l’empereur Napoléon III. C’est la première contribution de la France à l’aménagement de cette place, et elle n’est pas des moindres. Outre la mise en place d’un véritable revêtement qui marque en fait un signe symbolique, la contribution de la France à l’embellissement de son nouveau territoire, l’appropriation est aussi observable au niveau de la toponymie du lieu.
Bien qu'on le retrouve dès l’année 1852 dans les textes officiels, le choix d’attribuer ce nom précis à la place Masséna n’est pas insignifiant. Sous le Second Empire, le nom de Masséna est conservé et même sous la Troisième République, alors que les travaux de recouvrement participaient à l’unification urbanistique de ce quartier de la ville de Nice, jetant aux oubliettes les noms des souverains piémontais donnés au pont (pont royal St-Charles) et à la place semi-circulaire (place Charles-Albert), deux composantes urbanistiques de la place Masséna moderne. Des choix assez logiques à une époque où le rattachement à la France est encore la cible de vives contestations (voir Les troubles de février 1871 à Nice). Ce fut aussi le cas pour le monument des serruriers, poursuivant les mêmes motivations, les autorités françaises le déplacèrent de suite après l’annexion en 1861. Dédié à la gloire de Charles-Félix en 1827, pour commémorer sa visite à Nice de 1826, alliage de fer et de pierre blanche orné par un aigle à sa base (représentant les armoiries médiévales de la maison de Savoie) et un monogramme royal à son sommet, il était un véritable symbole de la monarchie piémontaise.
Pour ce qui est de la toponymie du lieu, qui, comme toute toponymie, se veut éminemment symbolique, l’appellation de la place est en fait un honneur au maréchal d’empire André Masséna. Niçois de naissance, engagé dans le régiment Royal-Italien à Toulon en 1775 puis congédié, il va profiter de la Révolution française pour effectuer son retour dans l’armée et participer activement en 1792 aux exactions du général d’Anselme lors de la prise du comté de Nice et lutter contre les troupes de Victor-Amédée III. C’est le début d’une carrière brillante dans l’armée napoléonienne pour laquelle il reçoit le titre de maréchal du Premier Empire, ainsi que Duc de Rivoli et Prince d’Essling (en référence à son action dans ces deux batailles, Rivoli (1797) et Essling (1809)).Fervent défenseur de la France, il n’en demeura pas moins attaché toute sa vie à ses origines niçoises. Preuve en est sa participation régulière aux efforts financiers demandés par la municipalité de l’époque (ex. : construction du lycée Masséna en 1810). Il est presque antinomique d’un personnage comme Garibaldi (Carbonaro, républicain mazzinien et fervent patriote italien) tant il représente l’identification de Nice à la France.
Ces aspects symboliques sont significatifs de la volonté des autorités françaises de s’approprier ses nouveaux territoires, en les réorganisant. C’est encore plus net si l’on se penche sur le cas de la place Masséna tant les transformations sont grandes au cours de la Belle Époque. Les Français accordaient plus d’importance à l’urbanisme de la ville et notamment dans un souci de propreté et d’hygiène. C’est bien en ayant toujours à l’esprit ces éléments qu’il faut analyser les aménagements effectués durant la Belle Époque.

#### Le recouvrement du Paillon et la construction du casino municipal

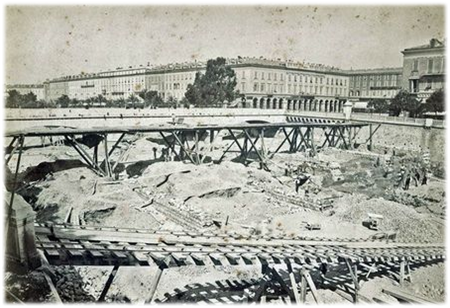
Les travaux de recouvrement du Paillon, fin des années 1870

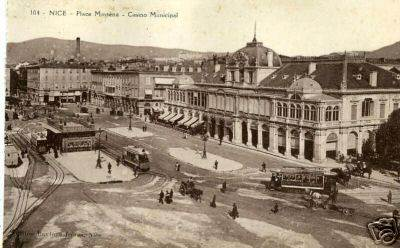
La place Masséna après le recouvrement du Paillon (achevé en août 1883)

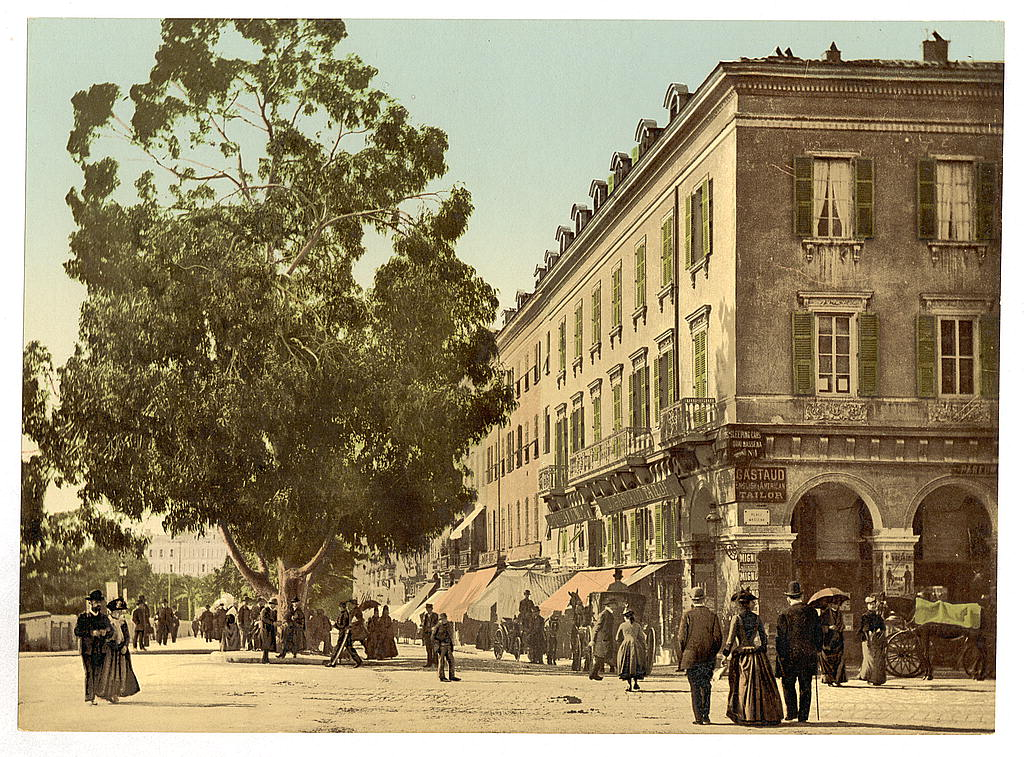
Grand Eucalyptus de la place Masséna vers 1890

Le Paillon, fleuve qui traversait alors la ville de Nice, fait partie actuellement plus de l’imaginaire de la population que du quotidien. Cependant, au XIXe siècle, ce cours d’eau avait une tout autre physionomie. C’était l’époque des lavandières dans le Paillon et des enfants qui s'y baignaient. Ulysse Pic écrivait, en 1861 : « il est comme ces gueux pour lesquels il n’y a pas de milieu : ou ils sont à sec, ou ils sont ivres ; il ressemble à un gigantesque lazzarone pouilleux et puant qui serait long de deux kilomètres […] Nous ne voulons pas être condamnés définitivement aux galères du Paillon. Nous ne voulons pas que le Paillon continue d’affliger de sa vue ignoble la ville de Nice et de la dégrader ». Il est donc un véritable problème pour le développement et l’embellissement de la ville, son aménagement passe alors nécessairement par un recouvrement. Le premier essai est fait par le square Masséna (actuel square Général-Leclerc). Ce jardin de 4 500 m2 est la plus ancienne partie couverte du Paillon puisqu’elle a été réalisée de 1866 à 1868 sous la direction de l’ingénieur Durandy. La statue du maréchal Masséna présente dans celui-ci a été construite en 1868 par Albert-Ernest Carrier de Belleuse, sculpteur français (1824-1887) qui fut directeur des travaux d’art de la manufacture nationale de Sèvres (1875) et maître d’Auguste Rodin de 1864 à 1870. La statue a été érigée dans le square en 1869, c’est pourquoi il s’est appelé Masséna à l’origine.
Par la suite, en 1879, Omer Lazare négocie avec la mairie la construction d’un casino municipal en contrepartie d’un très fort financement pour le recouvrement du Paillon de la place Masséna jusqu’à la mer. En échange, les bâtiments pourront être exploités durant 80 ans. Le projet de construction est accepté par le Conseil municipal le 17 septembre 1879. Après les travaux de recouvrement du Paillon, de vastes jardins devaient être installés en plus du casino. Cependant, à la suite de problèmes financiers provoquant des changements de concessionnaires, il fallut attendre le mois d’août 1883 pour qu'ils soient achevés. En juillet 1898, le maire Honoré Sauvan fait abattre de nuit le grand eucalyptus situé à l'angle du quai Masséna (actuelle avenue de Verdun).
L’espace Masséna est ainsi créé constitue un vaste ensemble accolé à la place en elle-même donnant alors une impression d’une très grande place aérée, avec une grande esplanade. Ensuite on retrouve un autre espace qui profite du recouvrement, c’est le jardin public qui était désormais adjacent. Actuellement connu sous le nom du roi belge Albert Ier, en hommage à sa résistance face à l’ultimatum allemand en 1914, c’est un jardin très ancien qui apparaissait déjà dès 1832 dans les plans du Consiglio d’Ornato qui demandait la création d’un jardin public. Celui-ci fut mis en place, avec l’aide de botanistes, dans les années 1850 et achevé entre 1863 et 1865. Mais c’est avec le recouvrement du Paillon qu’il put, dans les années 1890, être étendu jusqu’à jouxter la place Masséna et renforcer cette perspective d’ouverture.
Par son aspect ouvert par le Sud, la place ainsi aménagée permet d’obtenir une perspective d’ensemble luxueuse qui attire les nombreux hivernants qui séjournent sur la Côte d’Azur et peuvent, à leur gré, déambuler et se promener. D’autant plus qu’au même moment, des travaux pour la construction d’un casino municipal sont sur le point de s’achever. Ce dernier est inauguré le 4 février 1884 et les Niçois le baptisent, de manière péjorative et pour montrer une certaine opposition au projet, la « Féniera » (la grange). L’établissement répond au besoin d’assurer des distractions aux hivernants. Si le mari pouvait se rendre au cercle en cas de pluie, la femme et les enfants eux n’avaient auparavant aucune occupation envisageable. Le complexe mêlant le casino ainsi que son jardin d’hiver et de nombreuses salles de spectacle et de théâtre, permet d’offrir à ces riches touristes un lieu de loisir et de culture très attractif. Le jardin d’hiver est situé sous une verrière derrière le casino. Cette dernière possède des arcades du côté de la place Masséna et une allée de portiques du côté de l’avenue Félix Faure. Mais ce casino est loin d’être le seul aménagement mis en place après le recouvrement.

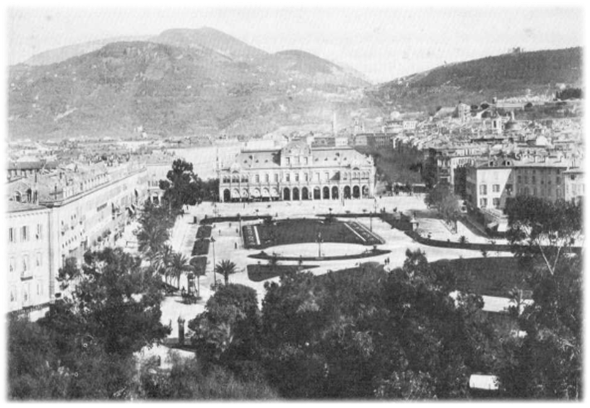
La place Masséna en 1900

#### La place Masséna: un nouveau centre urbain incontournable
La place Masséna est devenue, au fil du temps, très importantes dans l’organisation urbanistique de la ville. Effectivement, tout en étant le cœur de la ville nouvelle qui se construisait alors sur la rive droite du Paillon, elle était aussi l’élément de liaison avec la vieille ville, permettant au tout de former un ensemble cohérent. De plus, avec l’augmentation exponentielle de la population (1848, 36 804 habitants ; 1886, 73 869 habitants ; 1906, 134 232 habitants, la création de nouveaux faubourgs devenait indispensable et dès le début c’est la place Masséna qui se démarque comme le cœur de la nouvelle zone à construire. Toutes les nouvelles constructions se faisant sur le Faubourg seront reliées à l’ancienne ville par la place Masséna. Lieu de passage incontournable des touristes comme des autochtones, c’est donc avec une certaine logique que commencent à s’ouvrir des commerces, des cafés et bistrots sur celle-ci.
Dès 1861, un an après l’annexion, un grand café s’installa, le « Café de la Victoire ». L’immeuble faisait angle avec la rue Masséna (rue piétonne) et appartenait à des propriétaires niçois, le pharmacien Cauvin, et les familles Donaudy et Pin. Les touristes hivernants venaient régulièrement louer des appartements dans ces immeubles ainsi que dans ceux de la famille Tiranty à qui appartenaient les terrains avant la construction de la place. Au rez-de-chaussée de l’un d’eux on retrouve une célèbre pâtisserie « Vogade ». La maison Vogade, installée dès 1862, se taille une grande réputation, notamment avec les hivernants de séjour à Nice. On retrouvait aussi sur la place deux épiceries fournies de denrées coloniales, vins, thés, et articles anglais mais aussi un magasin de musique. Et, entre autres représentations, un concert était donné tous les soirs à 20h durant l’été. Le marché aux fleurs avant de se retrouver sur la rue Saint François de Paule (le cours Saleya) se situait tout près de la place Masséna, sur la fin du futur boulevard Jean-Jaurès. Donc une animation et une fréquentation qui font de la place un des centres économiques les plus importants de la cité niçoise dès la Belle Époque, si ce n’est le principal.
Mais qui dit fréquentation d’un espace dit transport. En effet, dans cette fin du XIXe siècle, avec la révolution des transports opérée durant la révolution industrielle, l’entrée de Nice dans la modernité dépendait inexorablement du développement d’un réseau de transport. Dans la deuxième moitié du XIXe siècle, alors que la ville l’envisage, des entrepreneurs privés ont, dès 1860, créé des services d’omnibus (voiture hippomobile) pour transporter la population locale et les touristes. La municipalité, profitant de son entrée dans le giron français, a décidé finalement de prendre en charge ces transports en commun, qui faisaient suite à la construction de la fin de la ligne de chemin de fer de Marseille, insérant Nice dans le réseau français et favorisant l’arrivée d’hivernants. Dès 1871 une commission élabora un avant-projet pour un chemin de fer américain, terme alors utilisé pour dénommer les tramways à traction animale. Ce service, déclaré d'utilité publique par un décret du 3 octobre 1876, est mis en service le 27 février 1878 et inauguré le 3 mars suivant, mais le réseau ne fut véritablement terminé qu’en 1880.
Le réseau comprend 4 lignes, dont 3 partent de la place Masséna :
- Masséna - Pont Magnan
- Masséna - Abattoirs
- Masséna - Saint-Maurice
- Pont Magnan - Sainte-Hélène.

C’est donc un élément clé pour comprendre, comment à la fin du XIXe siècle, la place se détermine comme un centre névralgique de la cité niçoise.
Il fallut attendre l’année 1895 pour que la première traction électrique fasse son apparition et permette au réseau d’entrer dans la modernité, avec une ligne reliant Nice à Cimiez.

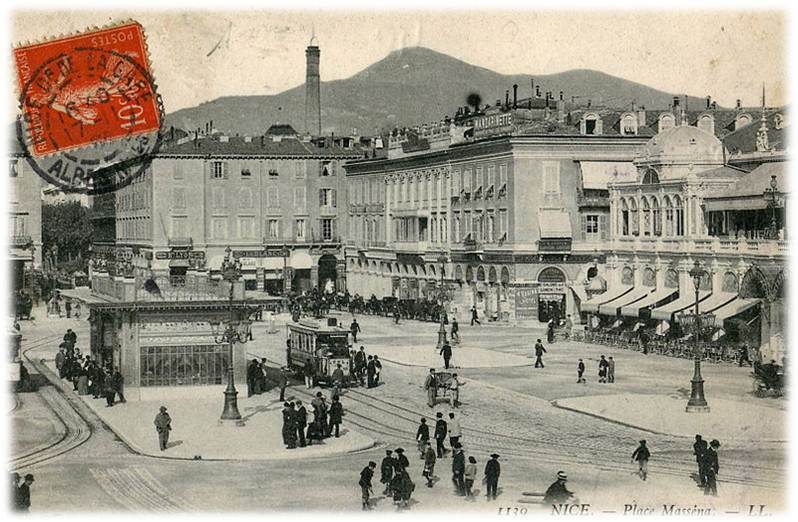
Place Masséna au début des années 1900

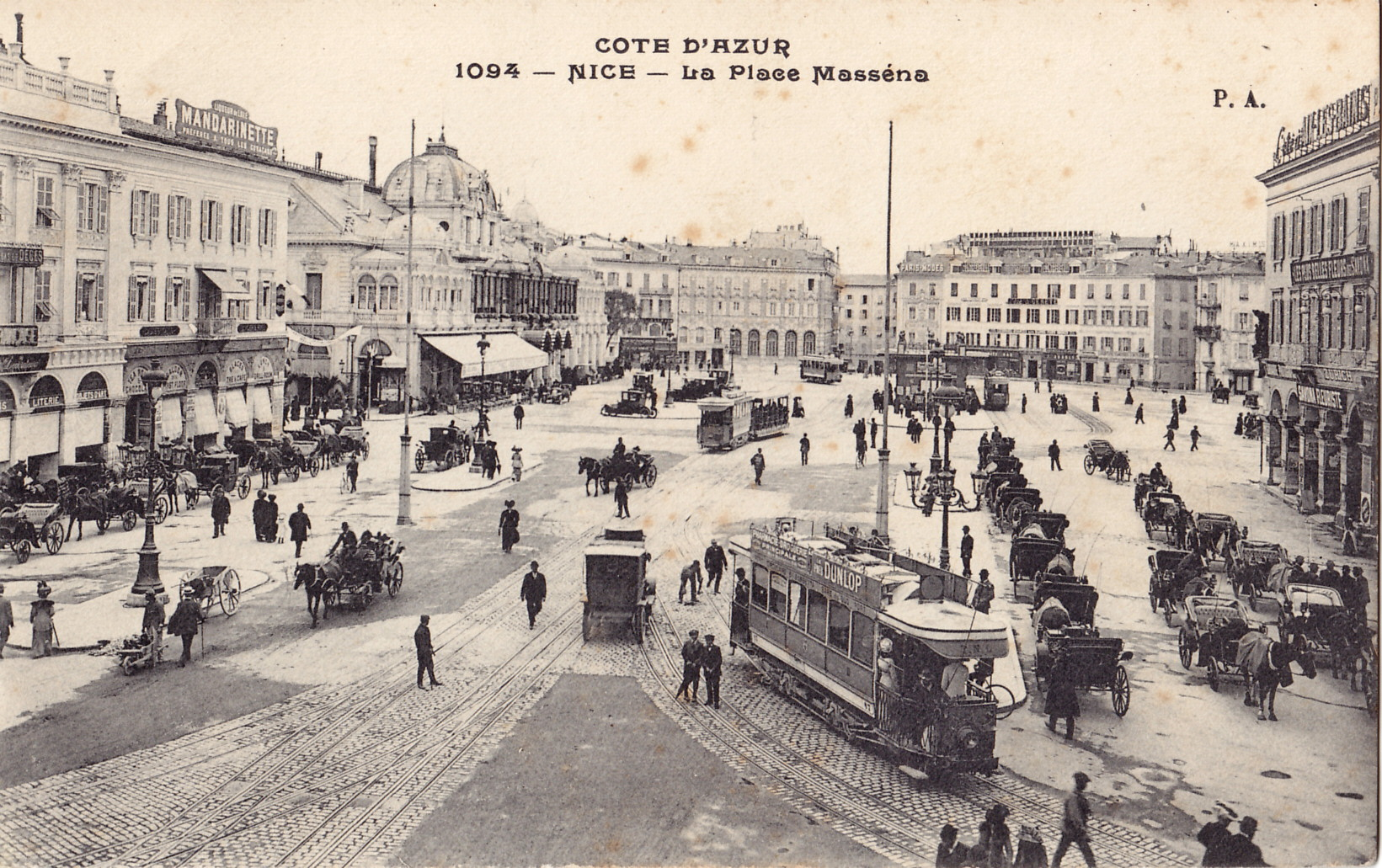
Autre vue de la place Masséna à la même époque

La date importante à retenir est sans doute celle de 1897, à laquelle la ville décida de véritablement moderniser et de globaliser son réseau de transport en commun en signant un contrat avec la compagnie des Tramways de Nice et du Littoral, TNL. Le réseau, entièrement électrifié en 1899, fut inauguré le 13 janvier 1900 et on vit à Nice des tramways à fil aérien. La place Masséna est encore choisie comme centre névralgique du réseau : outre l’accueil de la station centrale, elle délivre plusieurs destinations pour les usagers :
- Masséna - Cimiez le 13 janvier 1900
- Place Masséna - Villefranche, le 1er février 1900
- Nice - Saint-Laurent-du-Var, le 7 février 1900
- Le port - Saint-Maurice, le 12 février 1900
- Nice - Cagnes, le 14 mars 1900
- Nice - Contes le 2 juin 1900
- Nice - Beaulieu, le 3 juin 1900
- Magnan - Saluzzo (via la rue Lépante), le 3 novembre 1902
- Gambetta - Masséna (via l'avenue Joseph Garnier), le 3 novembre 1902

C’est donc bien durant la Belle Époque que la place Masséna devient un des plus importants centres urbains de la cité azuréenne, si ce n’est le principal. Tout autant que place commerciale et touristique elle s’affirmait aussi comme le cœur du réseau de transport de la ville. Toutes ces évolutions qui définissent la situation de la place à l’aube du XXe siècle vont, elles aussi, connaître bien des modifications majeures alors que dans le même temps la place s’affirme comme un centre névralgique de la cité niçoise, mais cette fois aux niveaux politique, social et culturel.

### La place Masséna, entre évolutions architecturales et représentations

#### L’évolution urbanistique et artistique de la place Masséna

##### Aménagement des transports et évolutions urbanistiques
En tant que centre des réseaux de tramways, la place Masséna fait entrer la cité niçoise dans une certaine modernité au niveau des transports. Dans les années 1920, on compte désormais 11 lignes pour le transport des passagers. La station centrale de la place Masséna perdure et organise encore le réseau et ce jusqu’à la fermeture de la dernière ligne le 10 janvier 1953. Ce sont désormais des axes de circulation routiers, favorisant les autobus et les voitures, qui sont privilégiés. Cependant, l’espace était assez réduit et la concentration d’automobilistes provoquait des engorgements sur la place Masséna. Ainsi, comme de nombreuses villes en France, Nice connaît d'importants problèmes de circulation, notamment du fait que la plupart des activités économiques sont concentrées au centre-ville. Une concertation a été lancée par la mairie, et par le maire Jacques Peyrat, sur la mise en place d’un nouveau tramway en 1998. Débutés dans les années 2000, les travaux l'ont rendue quasiment impraticable.
Une fois les travaux aboutis, la nouvelle place Masséna est inaugurée le 16 juin 2007 par Jacques Peyrat. Cependant, ce n’est qu’à la fin de la même année que s’opère la mise en service de la ligne 1 du tramway. Le nouveau tramway modifie sensiblement le visage de la place Masséna. Elle est désormais desservie par deux stations, « Masséna » et « Opéra - Vieille ville », ainsi que par deux voies de circulation automobile. Ajoutons à cela un parking souterrain de plusieurs centaines de places (325) et des stations de Vélos Bleu qui permettent d’affirmer que la place est un lieu éminemment important pour la circulation, sous de multiples formes, au sein de l’agglomération niçoise.
L’opération est unanimement considérée, tant par les riverains que les touristes ou les professionnels de l’aménagement, comme une réussite. Preuve en est l’obtention en 2008 d’une mention spéciale lors des Trophées de l'aménagement urbain (organisé chaque année par le groupe Moniteur) qui récompense « les communes audacieuses en matière de politique urbaine et de valoriser les réalisations exemplaires ». Cette récompense vient consacrer les travaux de l’architecte urbaniste de renom Bruno Fortier et un investissement de près de quatorze millions d’euros. La ville profite désormais de l’arrivée du tramway pour libérer la place Masséna des voitures et en faire une esplanade presque entièrement piétonne. Ce projet avait déjà bénéficié de travaux précédents permettant d’ouvrir la place à cette dimension que l’on pourrait qualifier d’aérée. En effet, une vingtaine d’années avant le début des travaux pour le nouveau tramway, des aménagements importants avaient été réalisés sur les lieux adjacents à la place Masséna, notamment la destruction du casino municipal alors remplacé par un forum.
Datant de la fin du XIXe siècle comme nous l’avons vu précédemment, le casino municipal de Nice a été profondément transformé en 1939. En effet, il a été estimé que sa façade ne permettait pas une harmonie de toute la place. Il fallait alors mieux insérer l’architecture du casino avec le style d’influence turinoise des immeubles alentour, défini par Joseph Vernier dès 1843. Sa toiture grise a été remplacée par une façade peinte en rose permettant l’harmonie, notamment au niveau des couleurs, avec les bâtiments plus anciens composant la place Masséna. Mais en 1964, la concession de quatre-vingts ans accordée au casino lors de sa construction a expiré. Quelques années après, en octobre 1969, les jeux cessèrent et il fut finalement décidé que le bâtiment serait rasé.
Cette décision aboutit par la suite à sa démolition en juin 1979 sous le mandat du maire Jacques Médecin. L'ancien casino municipal est remplacé par un forum, appelé au départ forum Masséna. À la suite de sa démolition et de l’évacuation des débris, et après que Jacques Médecin eut envisagé la réalisation d’un palais des congrès (qui prendra finalement place à Acropolis), le choix est fait de laisser un espace à l’air libre adjacent à la place Masséna. Celui-ci est alors pourvu de nombreux jets d’eau ainsi que de chemins de promenade et surtout de jardins. En 2007, pour rendre hommage à l’ancien maire de Nice, il est renommé forum Jacques-Médecin. Maire de Nice durant 24 ans, celui-ci fut aussi député des Alpes-Maritimes et président du conseil général du même département, et c’est lui qui prit la décision de la destruction du casino qui permit la construction du forum.
La municipalité de Christian Estrosi décide de lancer la construction du projet de « Coulée verte », contiguë à la place Masséna, pour rénover toute cette partie anciennement occupée par le Paillon. Connue également sous l’appellation de promenade du Paillon, les travaux de ce parc urbain, qui s’étend du théâtre national de Nice jusqu’à la mer, débutent en 2010. La coulée verte est inaugurée le 26 octobre 2013.

##### L’ornement artistique de la place
Sur la partie sud de la place, en plein cœur de l’ancienne place Charles-Albert, se situe la « fontaine du soleil », qui fut inaugurée en 1956. Sur celle-ci se trouvent cinq statues de bronze sculptées par Alfred Janniot. Le choix d’un architecte de renommée mondiale caractérise bien l’importance que revêt pour la cité azuréenne l’embellissement de la place Masséna. Elles représentent toutes des personnages de la mythologie gréco-romaine : la Terre, Mars, Vénus, Mercure et Saturne. On trouve au centre de la fontaine une statue d'Apollon en marbre de sept mètres de haut. Elle a été déplacée au parc des sports Charles Ehrmann dans les années 1970, officiellement en raison de sa nudité qui pouvait choquer les passants. Les autres statues ont été démontées en 1990 pour une restauration et la fontaine arrêtée pour des raisons d’étanchéité. Cependant, très récemment, après les travaux de rénovations du revêtement de la place et sa transformation avec le passage du tramway, la statue d’Apollon a fait son retour le 20 juin 2011, reprenant sa place au-dessus de la fontaine elle aussi rétablie.
L’évolution de la fontaine du soleil, ou plutôt son retour à sa forme initiale, n’est pas le seul changement notable permis par le dallage et la mise en place de la rame de tramway. Dans le cadre de l'installation d'œuvres d'art contemporain tout au long du parcours du tramway, d’autres représentations artistiques ont été mises en place depuis 2007. En effet, la place Masséna compte désormais sept statues en résine blanche à une dizaine de mètres au-dessus du sol. On remarque la position accroupie ou assise de ces scribes statufiés en haut de leur socle. De plus, elles s'éclairent la nuit grâce à des jeux de lumière qui changent et qui font d’elles des « Sitting Tatoos », à savoir des hommes translucides qui s'illuminent de différentes couleurs selon l'instant. Elles ont été réalisées par le sculpteur catalan Jaume Plensa, qui jouit également d’une renommée mondiale (architecte notamment de la Crown Fountain qui se trouve dans Millennium Park de Chicago).
Toutes ces évolutions architecturales et artistiques ne suffisent pas à caractériser la place Masséna. Il faut la considérer comme un territoire, au sens où l’entendent les géographes, c’est-à-dire un espace que l’homme s’est approprié non seulement par la modification architecturale mais aussi par différents types de représentation qui contribuent aussi à faire rentrer la place dans le giron si fertile du patrimoine niçois.

#### Un lieu de manifestations culturelles, sociales et politiques
En tant qu’espace public ayant une esplanade assez grande pour accueillir des rassemblements, la place Masséna offre la possibilité aux organisateurs de tout type de manifestation d’accaparer la place le temps de celle-ci. Elle devient donc inexorablement un lieu susceptible de devenir politique, social ou culturel.

##### Les manifestations culturelles

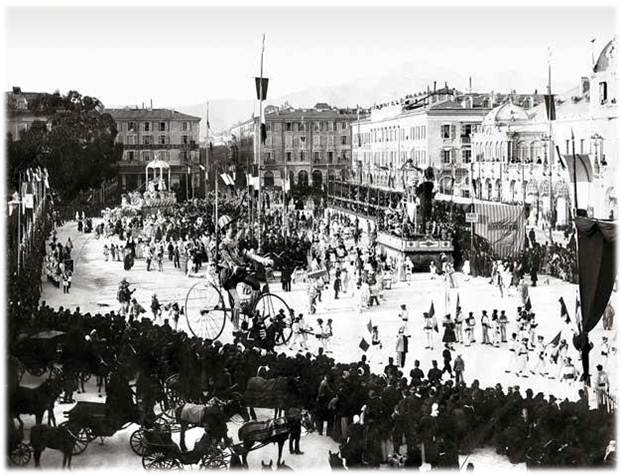
Le carnaval de Nice sur la place Masséna en 1890

Lorsqu’on évoque les manifestations culturelles sur la place Masséna, il en est une qui est évidemment très marquante, car reconnue aux niveaux national et international, c’est bien sûr le carnaval de Nice. Sa réputation n’a d’égal que sa longévité, les premières représentations étant attestées dès le XIIIe siècle. Cependant, les festivités dans la forme moderne ainsi que le parcours emprunté chaque année par le défilé des chars sont élaborés à la fin du XIXe siècle, alors que les autorités locales souhaitaient mettre à la fin à l’ambiance anarchique qui régnait auparavant lors de cette manifestation.
Le premier carnaval moderne se déroule en 1873 et c’est au cours de celui-ci que le comité des fêtes fixa le trajet qui empruntait en fait le Pont-Neuf, reliant les places Masséna et Charles-Albert. Après une première édition réussie, les manifestations carnavalesques prirent une dimension sans cesse grandissante. Les travaux du recouvrement ne changèrent pas le parcours qui, une fois, défini ne connut que peu de modifications. Le Carnaval (mis à part les années ou des évènements extérieurs contraignaient les organisateurs à l’annulation – comme en 1914, en 1940 ou encore à cause des travaux entre 2005 et 2008) – passa encore sur la place Masséna tout au long du XXe siècle. C’est d’ailleurs encore le cas actuellement, où le cortège de chars emprunte la place Masséna avant de se diriger vers la promenade des Anglais. Le carnaval a peu à peu pris pour cœur de ses festivités la place Masséna, accueillant pour l’occasion des tribunes afin que les spectateurs voient les chars défiler. Cette manifestation, qui a longtemps possédé un fort caractère identitaire révélateur de la culture locale, a cependant pris au cours du temps, notamment aux XIXe et XXe siècles, une dimension nationale voire internationale qui profite aussi à la place Masséna. Cependant, d’autres événements culturels contribuent aussi à alimenter la réputation de cette place située au cœur de la cité azuréenne.
En effet, il est aussi inévitable d’évoquer les tournages de cinéma que la place a pu accueillir. Des films, parfois issus de grandes productions, optent pour la place Masséna en guise de cadre de tournage. Et sur ce point, les travaux et les modifications urbanistiques n’ont pas atténué l’attrait de la place. Récemment encore, en 2011, le réalisateur français Luc Besson, y faisait tourner de nombreuses scènes de l’adaptation télévisée de la saga cinématographique Le Transporteur. Cet attrait n’est en rien nouveau, car déjà en 1955, un des plus grands réalisateurs du XXe siècle, Alfred Hitchcock, fit tourner Grace Kelly (future princesse de Monaco) et Cary Grant dans La Main au collet.
Ce type de manifestation culturelle, à dimension et à diffusion internationales, permet aussi de renforcer la réputation de la place Masséna comme de la ville de Nice. Il ne faut cependant pas opposer ces manifestations culturelles qui seraient plus internationales et touristiques aux caractéristiques de sociabilité de la place qui seraient plus locales. En fait les deux sont très liées et participent de concert, à donner ce charme si particulier à la place.

##### Un espace de sociabilité
Il est vrai que le carnaval de Nice favorise aussi beaucoup l’optique sociale de la place Masséna, cependant son caractère ponctuel, ainsi que son statut particulier dans le patrimoine niçois incitent à le faire entrer dans la catégorie des événements culturels. Il n’est pas inutile de préciser la présence de quelques artistes ambulants qui participent aussi, à leur manière, à la création d'une sociabilité entre les piétons sur la place. Aucun de nous ne peut affirmer, s’étant déjà rendu sur la place, n’avoir jamais aperçu un attroupement autour de ces différents « artistes ». La place Masséna fait la part belle à ces représentations artistiques spontanées ou non : spectacles de danses, de musique ou d’acrobaties, de roller ou skate, elle est un lieu incontournable de la vie niçoise. C’est aussi ce type d’initiative individuelle qui fait vivre actuellement l’espace de la place.
À côté de cela, on trouve des manifestations déjà plus organisées et qui sont là tout autant pour animer la place que pour divertir les citadins. On pense notamment au marché de Noël qui s’installe chaque mois de décembre sur la place. Outre l’installation des différents stands proposant nourritures, boissons et objets en tout genre, il y a aussi la mise en place d’une patinoire, située à la jonction entre la place Masséna et l’ancien forum Jacques-Médecin. De l’autre côté, entre la place Masséna et le jardin Albert-Ier, se trouve une grande roue avec divers manèges et magasins. Son installation sur la place est aussi une raison de son succès, il est en fait idéalement placé au cœur de la cité et peut profiter de l’emplacement géographique de la place tout autant qu’il concourt à faire d’elle un espace de sociabilité.

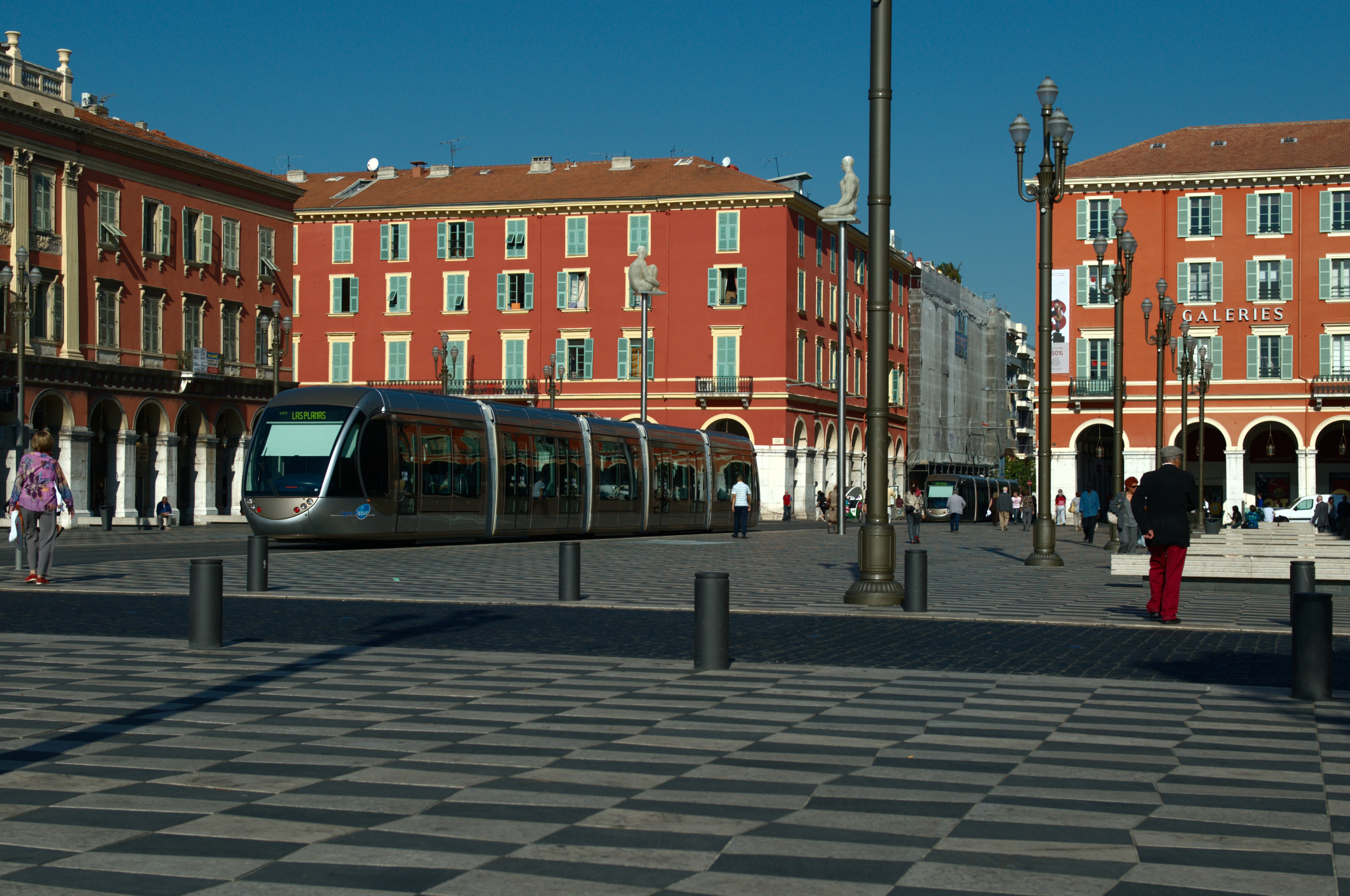
Tramway sur la place Masséna, en 2008.

Outre cette manifestation récurrente, on trouve, de manière très ponctuelle, la tenue de salons en tout genre sur le thème de l'immobilier, la gastronomie, le sport (lors du marathon, etc.), qui participent plus occasionnellement à la vie de la cité. De plus, il est important de souligner que la proximité de la place Masséna, et sa centralité par rapport aux grandes avenues marchandes, comme Jean-Médecin ou plus modestement la rue piétonne, ainsi que le fait qu’elle soit adjacente au Vieux-Nice, en font un espace qui s’impose comme un des véritables cœurs de la vie niçoise. En y ajoutant le passage du tramway, l’on se rend compte qu’une très grande partie des lieux, des espaces ouverts de sociabilité sont à proximité de cette place, mais ils ne sont pas le seul aspect important à prendre en compte pour comprendre cette appropriation de la place par les hommes.

##### Un espace politisé
La place Masséna est-elle aussi une agora, ou un forum, au sens antique des termes ? Elle est bien un espace où les contestations politiques, voire parfois les affrontements, peuvent s’exprimer. Il y a différents types de manifestations politiques. D’abord celles qui sont organisées par des pouvoirs en place ou qui sont le fait d’hommes politiques voulant s’adresser à la foule. Ce type de manifestation a existé sur la place Masséna dans le temps. En effet, dès 1941, le régime de Vichy qui contrôle alors la partie libre de la France, décide d’organiser la grande fête de la célébration de Jeanne d’Arc sur la place Masséna. La manœuvre est évidemment source de propagande mais c’est aussi un moment où une partie des Niçois affirment clairement leur soutien au régime en place. C’est donc éminemment symbolique d’évoquer le discours du général de Gaulle du 9 avril 1945 prononcé depuis le balcon du casino municipal. En effet, presque un an après la libération de Nice (28 mai 1944), le chef des forces françaises libres vient dans la ville s’adresser au Niçois et offre en quelque sorte un contrepoids historique aux manifestations organisées par le régime de Vichy. Ces deux évènements sont évidemment symboliques car caractéristiques des grands rassemblements politiques qu’il était envisageable de réaliser sur la place Masséna. L’espace fut, avec la disparition du casino municipal, encore plus aéré et plus propice à accueillir des manifestations d’ampleur, comme de taille modeste, ayant un objectif politique.

#### Projets
Au fil des années et des travaux successifs, les bâtiments qui constituent la place Masséna ont perdu leur unité de couleur, le rouge sarde, qui caractérise les façades. La disparité des couleurs a entraîné des travaux de ravalements dont le dernier remonte à 2003. Ainsi un grand chantier de ravalement a été entrepris et devrait s'achever au printemps 2021.

## Bâtiments remarquables et lieux de mémoire

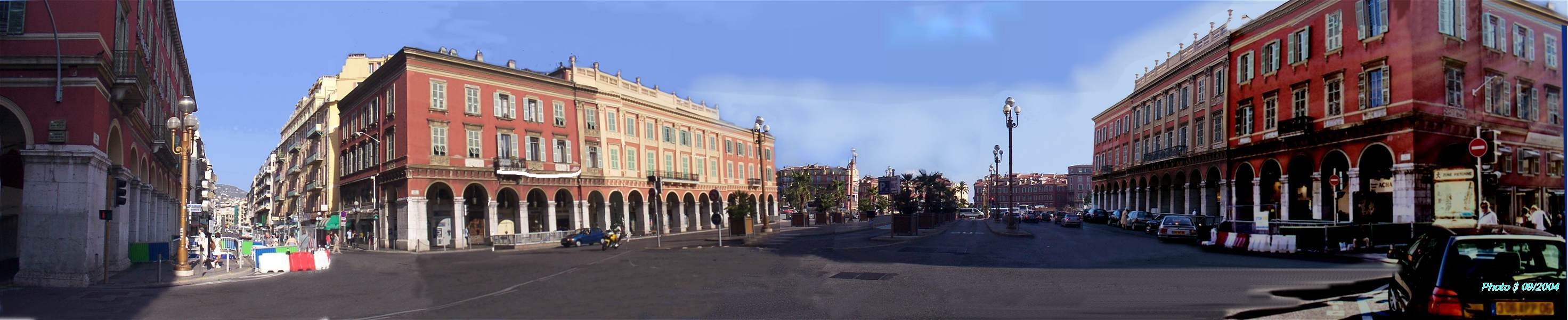
Place Masséna en 2004 avant la construction du tramway
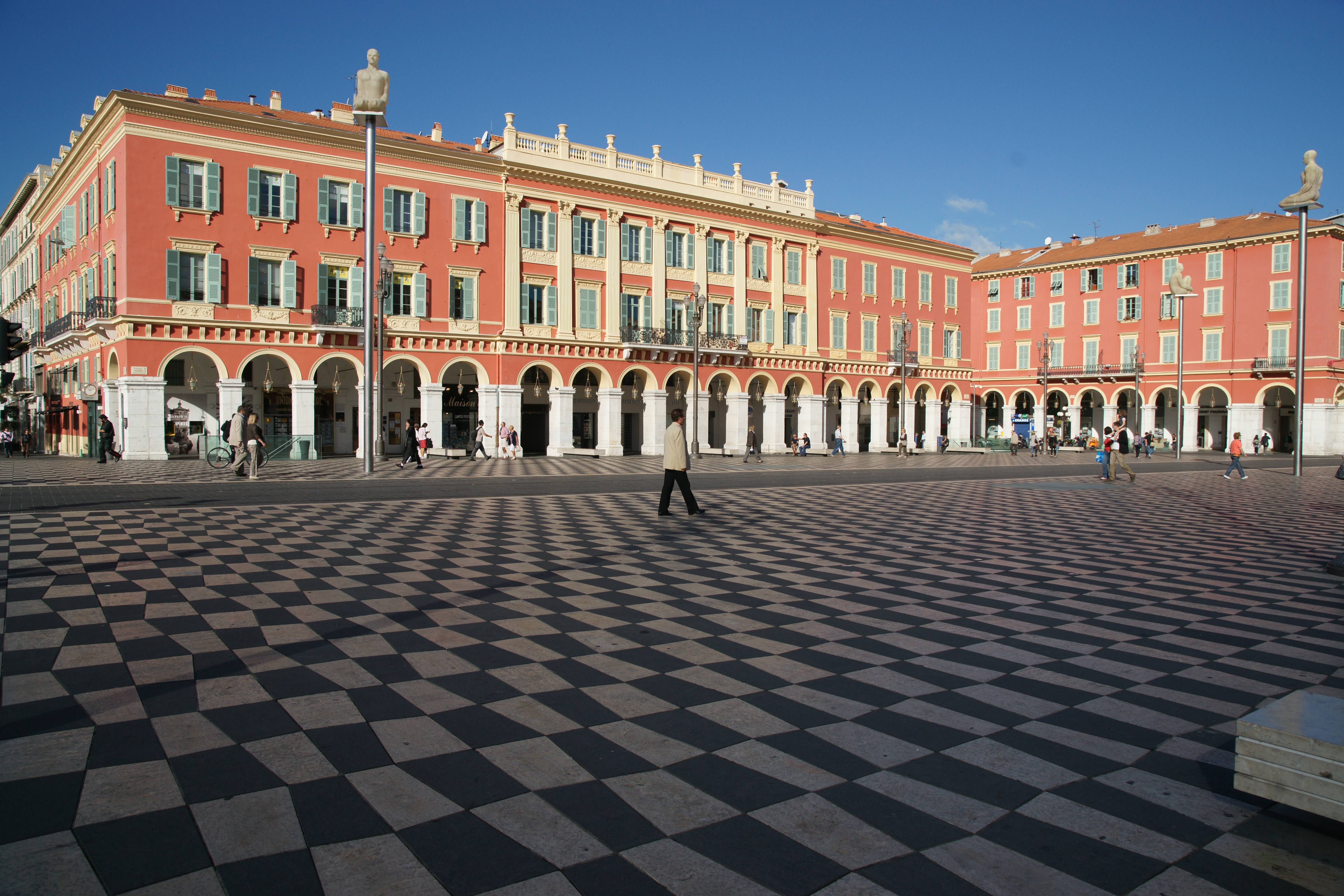
Place Masséna avec le sol réaménagé par un beau matin d'été
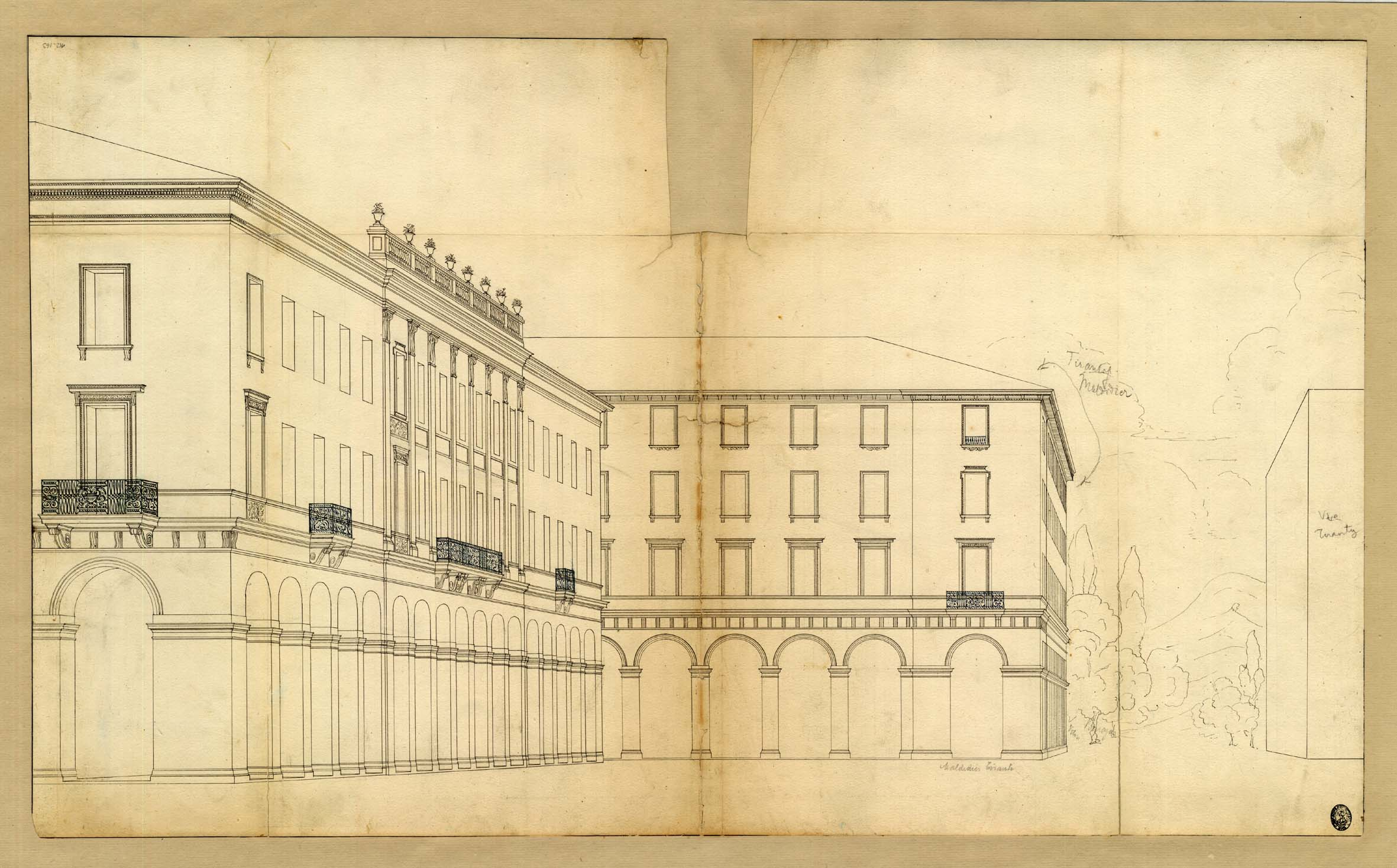
Dessin et perspective des façades d'un immeuble du projet de la place Masséna vu par le Consiglio d'Ornato
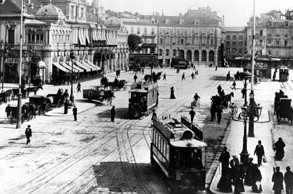
La place Masséna vers 1900 avec le casino municipal à gauche
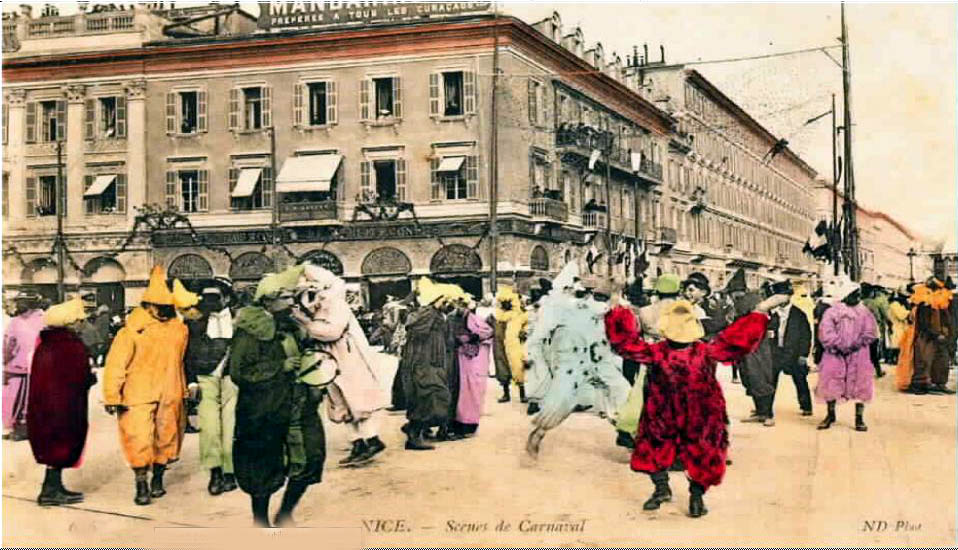
Carnaval sur la place dans les années 1900

### Archives municipales de la ville de Nice
- Série O : Travaux publics. Voirie. Transport. Régime des eaux.
- O4 : Consiglio d'Ornato
  - O 4/1 à O 4/3 1820 -1864.- Documents préparatoires
  - O 4/4 à O 4/15 1830-1860.- Suppliche e disegni
  - O4/16 à O4/22 1832-1859.- Registres de délibérations de la Commission
  - 1 Fi 1 à 1 Fi 3 Atlas du plan régulateur
- O 3/04 : 1794-1859.- Places.
  - Charles Albert. 1832-1859 (1er tronçon de l'actuelle place Masséna).- 7 pièces.
- 703 W 22 : Travaux de couverture du Paillon